# Eurystyles hoehnei
Eurystyles hoehnei är en orkidéart som beskrevs av Dariusz Lucjan Szlachetko. Eurystyles hoehnei ingår i släktet Eurystyles och familjen orkidéer. Inga underarter finns listade i Catalogue of Life.